# قراطی
قراطی (به عربی: قراطی) یک روستا در سوریه است که در ناحیه مرکزی معره‌النعمان واقع شده‌است. قراطی ۵۶۷ نفر جمعیت دارد.